# Catherine Heymans
Catherine Heymans (FRSE) es una astrofísica británica y profesora en la Universidad de Edimburgo basada en el Real Observatorio de Edimburgo.

## Educación
Heymans recibió una primera clase del Máster de Física (MPhys) de la Universidad de Edimburgo en el año 2000. En 2003,  recibió su Doctorado de la Universidad de Oxford para investigar, supervisada por Lance Miller y Alan Cielos en lente gravitacional.

## Carrera e investigación
Ganó una serie de prestigiosas becas en el Instituto Max Planck de Astronomía, la Universidad de Columbia Británica, el Institut d'astrophysique de Paris y la Universidad de Edimburgo. En 2009,  recibió una subvención de inicio del Consejo Europeo de Investigación (ERC) y posteriormente, fue nombrada Profesora en la Universidad de Edimburgo.
Heymans es más conocida por su trabajo en el uso de la técnica de lentes gravitacionales débiles cósmicas para aprender más sobre el Universo.  Dirigió la competencia STEP1 del Programa de prueba de corte, y codirige la colaboración en lentes de la Encuesta Legada del Telescopio Canadá-Francia-Hawái: CFHTLenS.
Heymans es una de las líderes de la Encuesta de Kilo-Grados del Observatorio Europeo Austral (ESO).  En 2018, el Instituto Max Planck de Física Extraterrestre le otorgó una financiación de 1,5 millones de euros.  El premio se utilizará para crear un grupo de investigación en el Argenlander-Instituto de Astronomía (AlfA) en Bonn.
Heymans enseña en el curso abierto en línea masivo (MOOC) en Coursera en AstroTech: La ciencia y la tecnología detrás del descubrimiento astronómico. Su investigación ha sido financiada por el Consejo de Instalaciones de Ciencia y Tecnología (STFC).

### Premios y honores
Heymans fue galardonada con la Cátedra George Darwin por la Real Sociedad Astronómica en 2017.  En 2018, fue elegida miembro de la Real Sociedad de Edimburgo (FRSE).